# Nuestra Señora del Carmen (La Orotava)
Nuestra Señora del Carmen es una imagen de madera policromada que representa a la Santísima Virgen en su advocación del Monte Carmelo, que se venera en la Parroquia de San Juan Bautista del Farrobo de La Villa de La Orotava (Tenerife). Es la Señora de la Villa y posee el título de Alcaldesa Mayor, Honoraria y Perpetua.

## Historia
El origen de la devoción a esta advocación se remonta a principios de siglo XVII, gozando sus fiestas de gran popularidad, apoyadas por la Familia Franchy, una de las familias más importantes e influyentes de la Villa. Prueba de ello es la ermita de Nuestra Señora del Carmen que poseían en sus dominios y que se conserva en la actualidad. Esta familia se encargaba de organizar la festividad de la Virgen del Carmen que se realizaban por esa época en el Convento Franciscano de San Lorenzo Mártir, en este convento se sitúa el origen de la antigua cofradía, donde se encontraba una talla vestidera de esta advocación, adornada con un rico ajuar textil. La devoción a la Virgen del Carmen aumento sobre todo cuando fue nombrada abogada de las almas del Purgatorio.
La antigua imagen fue sustituida por la actual en fechas aún desconocidas, probablemente debido a que se perdiera o quedara en muy mal estado tras el terrible incendio que sufrió el cenobio franciscano en 1801. Al poco tiempo, debido a la Desamortización de 1835, la imagen fue trasladada, junto a otras obras (entre ellas las seis imágenes que forman el cortejo de la procesión del Santo Entierro) a la vecina Parroquia de San Juan Bautista, tras ser aprobada una solicitud previa de los vecinos que fue remitida al Obispado de Tenerife. La imagen fue colocada en un retablo perteneciente a la Virgen del Buenviaje (Hoy de la Virgen de los Remedios), situado en la nave principal frente al retablo de San Juan Bautista. La notoriedad que esta advocación despertó hizo que en julio de 1928 la imagen se trasladara al lugar que ocupa en la actualidad, el antiguo retablo de Nuestra Señora de los Remedios.

## La imagen y su autoría
La imagen es una talla de candelero realizada en madera policromada en el primer tercio del siglo XIX, realizada a tamaño natural. Fue Nicolás Perdigón Oramas, un escultor orotavense de principios del siglo XX, quién la relacionó con el arte de Luján, retocándola en varias ocasiones y escribiendo notas en su armazón interno. Desde entonces se ha defendido con certeza su autoría, aunque no concuerda la posible realización de la obra durante la primera estancia del escultor grancanario en Tenerife ni se ha podido confirmar el encargo. Sin embargo, como han observado diversos investigadores, la pieza presenta grandes diferencias con otras creaciones de Luján. La imagen presenta grandes rasgos neoclacisistas, por este motivo se ha atribuido recientemente al escultor Fernando Estévez, puesto que existe una mayor afinidad entre ella y el escultor tinerfeño, pudiendo plantear su antecedente en la imagen genovesa de Nuestra Señora del Carmen que se venera en el municipio de Los Realejos. Cabe destacar su notable parecido con diversas obras del autor, entre ellas la talla de Ntra. Sra. de Candelaria de la Parroquia de Ntra. Sra. de la Concepción de La Orotava, restaurada recientemente, o la imagen de Nuestra Señora de los Remedios de Los Realejos.

## Su Cofradía

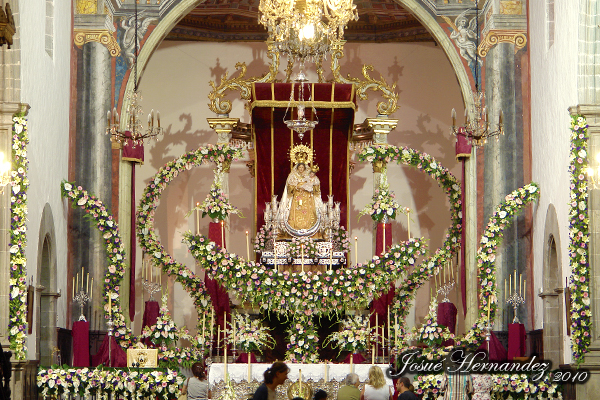
Festividad de Nuestra Señora del Carmen. Julio 2010

La Ilustre y Venerable Cofradía de Ntra. Sra. Del Carmen Coronada, con sede canónica en la Parroquia de San Juan Bautista del Farrobo, es la más numerosa de la Villa, formada en la actualidad por casi 4000 miembros, repartidos por todo el mundo, que se concentran cada 16 de julio para acompañar a la Señora en su recorrido por las calles orotavenses. La primitiva Cofradía tiene sus orígenes en el siglo XVII, en el desaparecido cenobio franciscano. Se refunda el 10 de julio de 1879, siendo aprobada por el Sr. Obispo de Tenerife Fray Ildefonso Infante y Macías. Pocos años después, en 1902, la Hermandad se incorpora a la Orden de los Carmelitas Descalzos de Roma, siendo la primera cofradía de tal índole de Canarias.

## Coronación Canónica
La Coronación Canónica de Nuestra Señora del Carmen fue un proceso largo y costoso. Ya desde 1958 La Orotava entera había firmado tan loable petición, siendo esta rechazada. Finalmente fue aprobada el 1 de febrero de 1988 por el Obispo de la Diócesis de Tenerife Don Damián Iguacen Borau, realizándose el Solemne Pontificial de la Coronación el 17 de julio de 1988 en la Plaza del Ayuntamiento, frente al fervor de miles de personas. El mismo año, el Ayuntamiento le otorgó el título de Alcaldesa Mayor, Honoraria y Perpetua de la Villa de La Orotava

## Efemérides
- En 1835 llega la imagen a la parroquia de San Juan Bautista desde el Convento Franciscano de San Lorenzo Mártir.
- El 15 de junio de 1881 el Obispo de la Diócesis de Tenerife el Ilmo. Sr. D. Fray Ildefonso Infantes y Macías concede 40 días de indulgencias a todos los fieles que devotamente rezacen ante la Imagen de Nuestra Señora del Carmen.
- Debido al fervor y a la devoción que despertaba entre los villeros, fue trasladada al retablo actual en 1928, desplazando a la Virgen de los Remedios, copatrona del templo.
- En 1929 procesiona junto a una imagen de Santa Teresita del Niño Jesús que fue bendecida el 16 de julio del mismo año.
- El 11 de julio de 1937 la imagen procesionó hasta la Plaza del Ayuntamiento para despedir al Batallón de La Orotava, que participaría en la Guerra Civil Española.
- La Virgen recibe al Batallón de La Orotava una vez finalizada la Guerra, siendo los soldados los costaleros de la Virgen.
- En 1943 procesiona junto a la venerada imagen del Stmo. Cristo a la Columna, por promesa de un devoto.
- El 15 de julio de 1951, la Virgen desciende de nuevo a la Plaza del Ayuntamiento por motivo del séptimo centenario del escapulario, dándose cita numerosos feligreses de todos los rincones de la isla.
- En 1952 Nuestra Señora del Carmen procesiona de nuevo para conmemorar la institución canónica de la Hermandad.
- En 1954 la Virgen peregrina a todas las iglesias del casco histórico de La Orotava con motivo del Año Santo Mariano, permaneciendo del 5 al 8 de diciembre en la Parroquia Matriz.
- En 1958 procesiona hasta la iglesia de San Francisco de Asís para festejar las apariciones de la Virgen de Lourdes.
- El 18 de julio de 1964 procesiona hasta la iglesia de San Agustín en conmemoración de los 25 años de paz.
- En 1983 y 1984 la imagen sufre dos hurtos, desapareciendo gran parte de los valiosos obsequios que poseía.
- El 3 de diciembre de 1987 el Excelentísimo Ayuntamiento de la Villa de La Orotava le concede el título de Alcaldesa Mayor, Honoraria y Perpetua de la Villa de La Orotava.
- El 17 de julio del Año Mariano de 1988 es Coronada Canónicamente en la Plaza del Ayuntamiento, haciendo seguidamente estación ante el Santísimo en la parroquia Matriz. El mismo año se celebró el 200.º Aniversario del nacimiento del escultor Fernando Estévez. Cabe destacar que fue la primera vez que la imagen de la Virgen procesionaría completamente vestida de blanco.
- La Virgen contaba con dos directivas, una rama masculina y otra femenina, que se unieron en 1988, formando una única Cofradía.
- El 15 de julio de 2001, año carmelitano, la Virgen recorre de nuevo las calles orotavenses en la procesión de las antorchas, realizada por motivo del 750º aniversario del Santo Escapulario, bendiciendo un hermoso azulejo situado en los salones parroquiales.
- EL 17 de julio de 2003, 15º Aniversario de la Coronación Canónica, se le otorga a la Virgen la medalla de oro de la ciudad y un manto de tisú con bordados en oro con el escudo de armas de La Orotava, que lució en la procesión extraordinaria que realizó el mismo día por las calles de La Villa.
- El 18 de julio de 2009 la Imagen de Ntra. Sra. del Carmen presidió la Celebración Diocesana de la Vigilia de Las Espigas, con motivo del 75 aniversario del establecimiento de la Adoración Nocturna Española en La Orotava.
- El 8 de noviembre de 2009 procesiona de forma extraordinaria por motivo de la rotulación de una calle en su honor.
- En el año 2013 ( XXV Aniversario de su Coronación Canónica ) Vista de forma extraordinaria los templos de la Villa. Realizándose al mismo tiempo 2 exposiciones, El Ajuar de una Reina e Testigos de una Devoción. Culminandose estos actos con el solemne pontifical presidido por el obispo de la Diócesis Don Bernardo Álvarez el Domingo 21 de julio de 2013 en la plaza del ayuntamiento participando todas las Hermandades y Cofradías de la Villa.
- El 17 de julio de 2018 procesiona de forma extraordinaria por motivo del XXX Aniversario de su coronación canónica y de la colocación de un azulejo recordando tal efeméride.
- En el mes de octubre de 2019 fue trasladada al templo de San Francisco con motivo del V Centenario de la fundación del antiguo convento franciscano de San Lorenzo Mártir y de la llegada del carisma franciscano a la orotava realizándose un triduo en su honor.

## Poemas
- ES POCO LLAMARTE BELLA

Es poco llamarte "bella",
decir "Reina" no te alcanza
pues tú eres mi esperanza,
eres mi luz y mi estrella.
¿Qué puedo decir de ella?
de ti, una Madre, ¿qué puedo?
No digo nada y me quedo
con esa dulce mirada,
pues sé que con ella a nada
podría tenerle miedo.
.
Que no falte, Madre mía,
tu mirada encantadora,
mirada de Reina y Señora
que hace feliz la agonía.
Tú, hermosa estrella que guías
mil amores, mil consuelos,
tú paloma que en su vuelo
logra con su luz radiante
hacer feliz una orante
plegaria, Flor del Carmelo.
.
Eduardo Duque
.
- MADRE DE DIOS, DEL CARMELO

Madre de Dios, del Carmelo,
que bajas como paloma,
de alas beigs, áurea corona,
procedente desde el cielo.
Tú, de la Villa consuelo,
que mueves su corazón,
mira nuestra devoción,
en el más nimio detalle
que de amor, puso en la calle,
tu nombre, junto a "León"
.
Eduardo Duque, 2009
.
- COMO TANTAS VECES...

¡Como tantas veces recorrerás las calles de La Orotava entre espigas de cera,
porque tú, mi Virgen del Carmen, eres de tierra adentro, eres toda Villera!
.
- A LA VIRGEN DEL CARMEN, CORONADA, DE SAN JUAN

No es tu imagen, tu rostro de este suelo,
Virgen gloriosa, en tules rebujada.
El extraño dulzor de tu mirada
fluye del claro manantial de cielo.
Al Carmen sideral se aupó, de un vuelo
sacro, Luján, con su alma arrebatada.
Decoro de San Juan, talla estimada,
estrellas te ciñó del Valle el celo.
A Ti, mi flor del Carmelo, va el navío
de nuestro andar, la virginal frescura
de nuestra voz, que tu alto honor pregona.
A tus plantas, oh mar azul del río
de nuestro amor, el don de nuestra pura
vida, tus joyas y mejor corona.
.
Antonio Márquez Fernández S.D.B. 1989
.
- DESDE EL CONVENTO FRANCISCANO

Desde el convento franciscano con tu rostro de filigrana
llegaste hasta el Farrobo y aquí hallaste morada.
.
- CARGADORES DE LA VILLA

¡Cargadores de la Villa
mecedla con suavidad,
que llevaís sobre los hombros
a la Reina del Mar!
¡Cargadores de la Villa:
esa que hoy sale a pasear
es la Virgen marinera,
que mora lejos de su mar!
.
- DIECISÉIS DE JULIO

Dieciséis de julio en la parroquia de San Juan:
entre flores y plegarias
camina la Virgen Santa por las calles del Farrobo
María tiene por nombre, Carmen por apodo.
¡Entre azucenas y cirios un niño juega:
aleluya en el cielo y arrorró en la tierra!
- MES DE MAYO

Mayo, tu mes. La belleza
de las flores, sus aromas
enraman, Blanca Paloma,
tu santa sien de realeza.
¡Oh, flor de flores! Princesa
que cuidó el Señor con celo,
para así lograr que el cielo
brotara entre tus mejillas
de jazmín, ¡Flor de la Villa
y azucena del Carmelo!
Eduardo Duque, 2011
- A SAN LUCAS EVANGELISTA

San Lucas, sabio doctor,
recogió en su excelsa pluma
la vida sencilla y suma
de la Madre del Señor.
Apadrinó al creador
artístico y su valía,
y con su pincel un día
plasmó, contemplando el cielo,
a la Virgen del Carmelo
que Estévez esculpiría.
Eduardo Duque, 2011
- EN TU MIRADA SE PARA EL RELOJ ESTREMECIDO

En tu mirada se para
el reloj estremecido.
Año tras año perdido
y ni una arruga en tu cara.
Siempre más bella, más clara,
cubriendo, pía, tu pelo.
Crono en ti paró su vuelo
-¡gracia, como tú, exquisita!-
para no verte marchita
radiante Flor del Carmelo.
Eduardo Duque, 2012

## XXV Aniversario de la Coronación Canónica

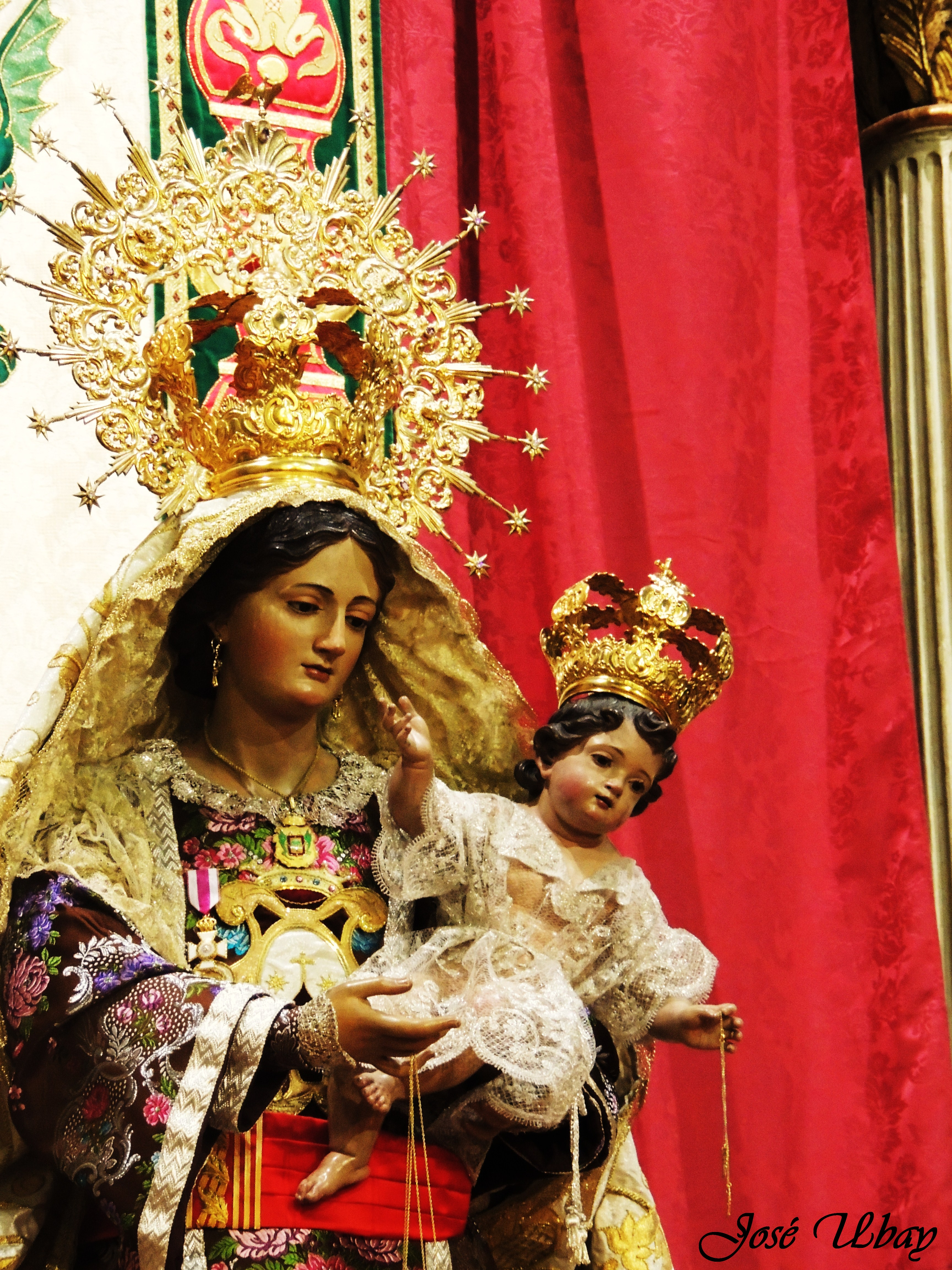
Nuestra Señora del Carmen preparada en el altar mayor de su parroquia para realizar su primera visita pastoral.

Con motivo del XXV Aniversario de la Coronación Canónica de Nuestra Señora del Carmen la Santísima Virgen realizó dos salidas pastorales por la Villa de la Orotava. La primera de ellas se desarrolló el 17, 18 y 19 de mayo, donde visitó las iglesias pertenecientes a su parroquia, Nuestra Señora de Candelaria del Lomo, las ermitas de santa Catalina y la Piedad para regresar triunfalmente el domingo de nuevo a su parroquia. La segunda visita pastoral se desarrolló en el mes de julio a partir del día 17, donde la Santísima Virgen visitó las iglesias y parroquias del casco histórico de la Villa, la iglesia de san Agustín de Hipona, donde tuvo lugar una vigilia a nivel arciprestal, la parroquia matriz de Nuestra Señora de la Concepción, la iglesia de santo Domingo de Guzmán y la iglesia de San Francisco de Asís. Durante los traslados de la Santísima Virgen del Carmen tuvo lugar el domingo, 21 de julio un solemne pontifical en la plaza del Ayuntamiento que fue presidido por el obispo de san Cristóbal de La Laguna, Monseñor don Bernardo Álvarez Afonso.
Con motivo de esta efeméride tuvo lugar desde el 24 de abril hasta el 4 de mayo una exposición en la casa de la cultura de san Agustín de la Villa de la Orotava llamada "Testigos de una devoción", exposición que mostraba fotografías y documentos sobre Nuestra Señora del Carmen, siendo el primer acto del programa organizado para conmemorar el XXV Aniversario de la Coronación Canónica de esta venerada imagen.
El 16 de mayo, tras la eucaristía de la conmemoración mensual de la Virgen y en la víspera de la primera visita pastoral de la Santísima Virgen tuvo lugar la imposición del Fajín de Almirante de la Marina Española a la venerada imagen, donación del Excmo. Sr. Don Sebastián Cascales Urrutia, Capitán de la Infantería de la Marina, procedente de la ciudad de Las Palmas. En el mismo acto tuvo lugar la imposición de la medalla a los 25 años de servicio en la Guardia Civil, donación del Excmo. Sr. D. Miguel Ángel Moreno Díaz, Subteniente de la Guardia Civil.
Durante el mes de junio, entre los días 12 y 22 tuvo lugar una exposición, que se tuvo por título “Ajuar de una Reina” y pudo ser visitada en el salón noble del Ayuntamiento de La Orotava, pudiéndose admirar entre otras cosas sus distintos mantos bordados, preseas y otras significativas piezas vinculadas con esta imagen, de gran devoción en el municipio.